# Médico descalzo

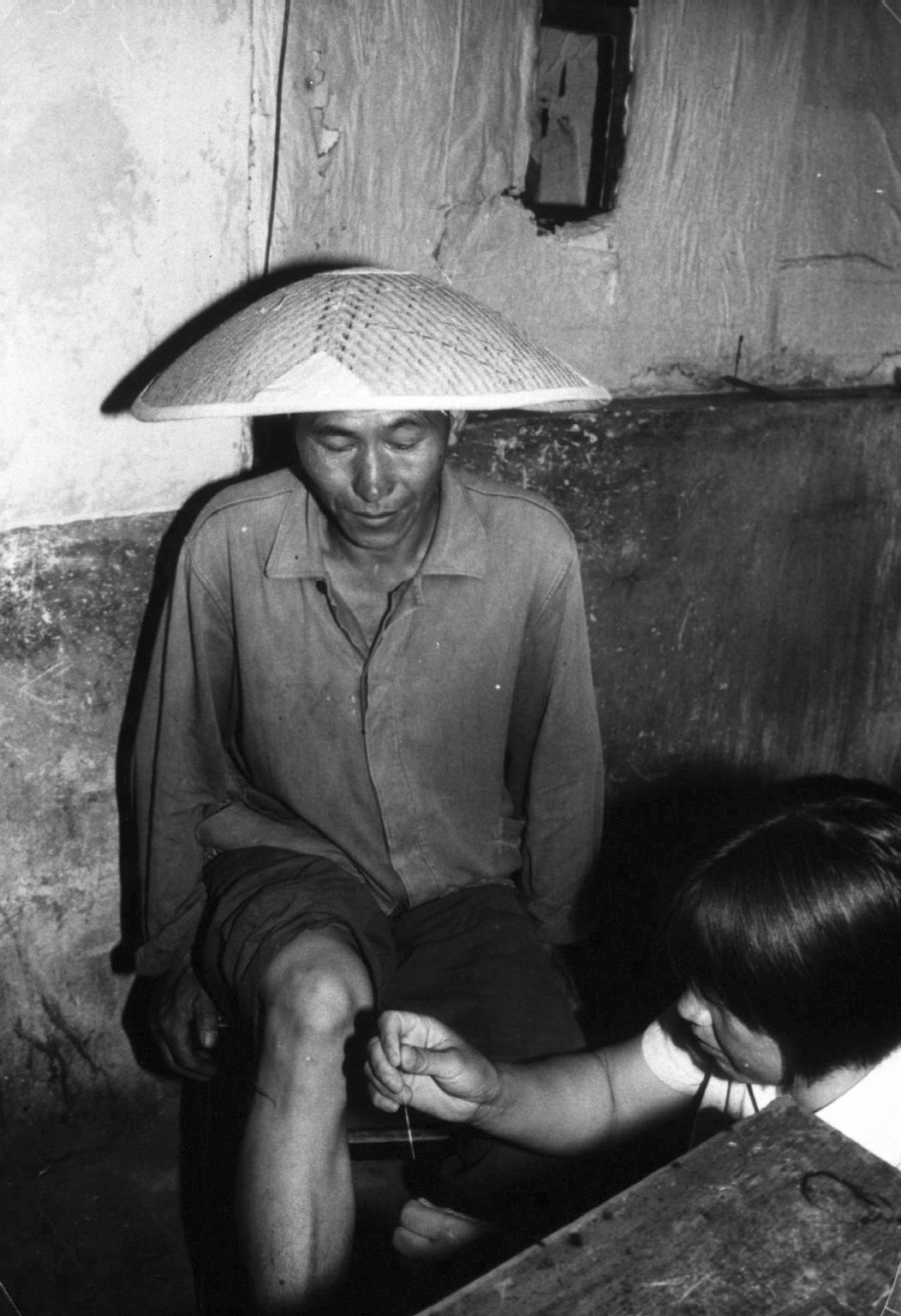
Un médico descalzo practicando acupuntura sobre un paciente.

Los médicos descalzos son campesinos que han recibido una formación médica y paramédica mínima y básica y que trabajan en pueblos rurales en la República Popular de China. Su propósito es llevar cuidados médicos a las áreas rurales a las que no llegan los profesionales de la medicina. Entre sus actuaciones se incluyen promover unas medidas básicas de higiene, brindar una atención preventiva de salud y consejos de planificación familiar, así como el tratamiento de enfermedades comunes. 
El nombre proviene de los granjeros del sur del país, quienes trabajan a menudo descalzos en los arrozales. Tras algunos experimentos dispersos previos con trabajadores comunitarios de la salud en la República de China, la famosa charla sobre el cuidado de la salud que realizó Mao Zedong en 1965 sirvió para institucionalizar este fenómeno. En su discurso, Mao criticó al sistema médico de su época al tiempo que propugnaba enfocar en mayor medida el sistema médico hacia la población rural. Después de esto, la política sanitaria china cambió rápidamente, y en 1968 el programa de los doctores descalzos se integraba a la política nacional. Bajo el nombre de “sistema médico cooperativo rural” (RCMS siglas en inglés), se implementaron nuevos programas que se esforzaban por incluir la participación comunitaria con la provisión rural de servicios médicos. Los doctores descalzos formaron parte de la Revolución Cultural, que también disminuyó radicalmente la influencia de Weishengbu,  ministro de salud de China, que estaba controlado por médicos formados en el Occidente.

## Formación
Los doctores descalzos comúnmente graduados de escuelas secundarias y luego recibían alrededor de seis meses de formación en un hospital de provincia o de una comunidad, sin embargo la duración de la formación varía de unos meses a un año y medio. La formación estaba enfocado en la prevención de enfermedades epidémicas, curar dolencias simples que eran comunes en áreas específicas, y eran formados a usar medicina y técnicas occidentales. Una importante parte de la Revolución Cultural fue xiaxiang (un movimiento de enviar a los intelectuales, y en este caso los doctores para servir en el campo). Vivirían en un área por un tiempo de seis meses a un año y continuarían la educación de los doctores descalzos. Acerca de una quinta parte de los doctores descalzos entraron después a la escuela de medicina.

## Labor
Los doctores descalzos hacían el papel de proveer asistencia médica a las zonas del campo del país. Ellos se les daban un conjunto de medicina occidentales y chinas que ellos distribuirían. Muy a menudo cultivaban sus propias hierbas medicinales en sus jardines. Como Mao lo había exigido, ellos trataron de incorporar ambas medicinas, la occidental con la china, como la acupuntura y la moxibustión. Una importante característica de ellos es que seguían involucrados en el trabajo de granja, a menudo usando el 50% de su tiempo en esto. Esto da a entender que los campesinos rurales lo veían como iguales a ellos y respetaban más sus consejos. Ellos fueron integrados a un sistema en que ellos podían recomendar a personas enfermas a hospitales municipales y provinciales.  
Los doctores descalzos proveían principalmente los servicios primarios de asistencia médica, y se enfocaban en la prevención más que en el tratamiento. Ellos proveían vacunas, alumbramientos para mujeres embarazadas, y el mejoramiento de la higiene. El ingreso de los doctores descalzos era calculado como si fuera trabajo de agricultura; se les pagaba casi la mitad de lo que ganaba un doctor entrenado. Esta financiación provenía de fondos de beneficencia colectiva así como de contribuciones de campesinos locales (que iban del 0.5% al 2% de los ingresos anuales). Parte de este programa tuvo éxito debido a que los doctores eran escogidos y pagados por sus propios pueblos. Para el año 1960, el 90% de los pueblos rurales de China usaban el programa RCMS.
El trabajo de los doctores descalzos redujo efectivamente el costo de la asistencia médica en la República de China, y proporcionó tratamientos de atención primaria a la población campesina rural. La Organización Mundial de la Salud considera a RCMS como un “ejemplo exitoso de resolver la escasez de servicios médicos en áreas rurales”.

## Fin de los doctores descalzos en China
Dos tercios de los doctores rurales actualmente practicando en el área rural de China comenzaron su formación como doctores descalzos. Esto incluye a Chen Zhu, actual ministra de Salud, quien realizó su práctica como doctora descalza por cinco años antes de recibir formación adicional.
El sistema de los doctores descalzos fue prohibido en 1981 cuando se acabó los sistemas comunales de cooperativas agriculturales. La nueva política económica en China promovió un cambio de colectivismo a producción individual por cada miembro de la familia. Este cambio causó una privatización del sistema médico, que no pudo mantener a los doctores descalzos. Se les dio la opción a los doctores descalzos para que pudieran tomar el examen nacional, si aprobaban el examen se convertirían en doctores del pueblo, sino aprobaban se convertirían en asistente médico del pueblo. Los doctores del pueblo comenzaron a cobrarles a sus pacientes por sus servicios, y debido a los incentivos económicos, ellos empezaron a cambiar su enfoque  al tratamiento de condiciones crónicas más que al tratamiento preventivo.
Para el año 1984, la cobertura de pueblos RCMS cayó del 90% al  4.8%. En 1989 el gobierno Chino trató de restablecer un sistema cooperativo de asistencia médica en las provincias rurales a través del lanzamiento de un programa primario de asistencia médica. Este esfuerzo incrementó la cobertura al 10% en 1993. En 1994 el gobierno estableció “ El Programa” que fue un esfuerzo para restablecer la cobertura primaria de asistencia médica a la población rural.
En 2003 el gobierno de China propuso un nuevo sistema cooperativo que es operado y fundado por el gobierno. Este programa se lleva a cabo como un programa de seguro. Le paga 10 Renmibi por año a cada persona cubierta por el programa, y asegurando enfermedades graves. Este programa se basa en lecciones aprendidas de los tiempos de los doctores descalzos, pero enfrenta muchos retos en proveer suficientes cuidados productivos relativos al costo para la población rural de China.

## Legado histórico

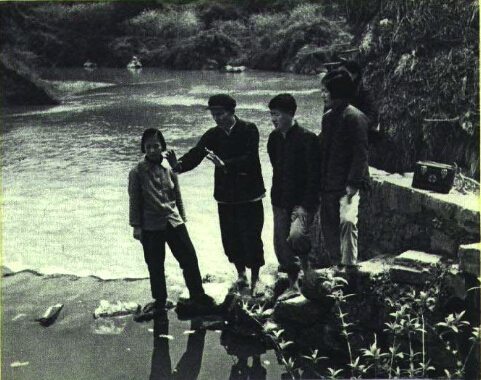
Patrulla médica provincial de Hunan en una aldea de Xiangxi, 1966

El sistema de los doctores descalzos fue una de las más importante inspiraciones para la conferencia de la OMS en Alma Ata, Kazajistán en 1978 donde la Declaración Alma Ata se firmó unánimemente. Esto fue aclamado como un revolucionario progreso en la ideología internacional de salud – se le requiere a las comunidades locales participando en decidir las prioridades en atención médica, exigiendo un énfasis en atención médica primaria y  medicina preventiva, y lo más importante buscar asociar la medicina con el comercio, economía, industrias, políticas rurales y otras políticas y áreas sociales.

## ONG
Inspirándose en el sistema usado por los médicos descalzos, han surgido varias organizaciones. 

### Médicos Descalzos Francia (Médecins aux pieds nus)
En 1977, Jean-Pierre Willem creó una organización no gubernamental humanitaria apolítica de doctores llamada Médecins aux pieds nus en Francia. Voluntarios de ONG trabajan en Burundi, Colombia y el sur este de Asia con los médicos locales para desarrollar un jardín medicinal para las plantas medicinales y crear aceites esenciales para la hemoterapia. En 1999, Jean-Claude Rodet se convirtió en el primer presidente de Medecins Aux Pieds Nus Canada trabajando con Mark Smith en Estados Unidos. Esta ONG encabezó misiones etnobiológicas basadas en “proximidad, prevención y humildad”.

### Médicos Descalzos España (ONG) Salud, Solidaridad y Medioambiente
Médicos Descalzos España es una entidad española sin ánimo de lucro. Los proyectos que ha realizado y realiza están relacionados con las terapias naturales, el medio ambiente, los huertos urbanos, el reciclaje, limpieza y regeneración de zonas naturales, tal y como menta su lema "salud, solidaridad y medioambiente". Intentan conjugar estos tres factores en la mayoría de sus proyectos. Ello ha dado que hayan desarrollados proyectos novedosos en España desde una ONG, tales como shiatsu para drogodependientes, flores de bach y chi kung para víctimas de violencia de género, o la aplicación de las terapias naturales a los animales de personas sin recursos. 
Entre otras actividades ha realizado en su web una importante base de datos sobre estudios científicos acerca de algunas terapias naturales, la cual puede consultarse de manera gratuita. Según fuentes de la organización esta base de datos ha sido consultada por 51.796 personas, interesándose por 136.116 documentos.
Tiene delegaciones en varias ciudades y pueblos de España. 

### Médicos Descalzos Internacional
Esta organización está constituida como una federación de asociaciones de Médicos Descalzos.

### Asociación de Médicos Descalzos de Chinique
Esta ONG fue fundada en el año de 1993, en Chinique, Quiché, Guatemala. Se realizó con el apoyo del Comité de Apoyo a los Indígenas de Guatemala (CAIG) y la ONG francesa Médicos Descalzos.